# 布萊克伯里鎮區 (伊利諾伊州凱恩縣)
布萊克伯里鎮區（英語：Blackberry Township）是位於美國伊利諾伊州凱恩縣的一個行政鎮區。

## 地方資料
根據2010年美國人口普查的數據，布萊克伯里鎮區的面積為90.60平方千米，當中陸地面積為90.40平方千米，而水域面積為0.30平方千米。當地共有人口15484人，而人口密度為每平方千米170.91人。